# فریکی فورچون
فریکی فورچون (به انگلیسی: Freaky Fortune) گروه موسیقی یونانی است.
آن ها در مسابقه آواز یوروویژن ۲۰۱۴ به همراه ریسکی کید نماینده یونان بودند.